# Patinação de velocidade nos Jogos Olímpicos de Inverno de 2018 - 1500 m feminino
A competição dos 1500 m feminino da patinação de velocidade nos Jogos Olímpicos de Inverno de 2018 foram realizadas no Gangneung Oval, localizado na subsede de Gangneung, em 12 de fevereiro.

## Medalhistas
| Ouro   | NED Ireen Wüst      |
| Prata  | JPN Miho Takagi     |
| Bronze | NED Marrit Leenstra |

## Recordes
Antes desta competição, os recordes mundiais e olímpicos da prova eram os seguintes:
| Tipo | Atleta                     | Tempo       | Local          | Data                    |
| ---- | -------------------------- | ----------- | -------------- | ----------------------- |
|      | Heather Richardson-Bergsma | 1:50.85 min | Salt Lake City | 21 de novembro de 2015  |
|      | Jorien ter Mors            | 1:53.51 min | Sóchi          | 16 de fevereiro de 2014 |

## Resultados
| Pos.              | Par | Raia | Atleta                       | Tempo   | Diferença | Notas |
| ----------------- | --- | ---- | ---------------------------- | ------- | --------- | ----- |
| Medalha de ouro   | 11  | O    | NED Ireen Wüst               | 1:54.35 | —         |       |
| Medalha de prata  | 14  | O    | JPN Miho Takagi              | 1:54.55 | +0.20     |       |
| Medalha de bronze | 12  | I    | NED Marrit Leenstra          | 1:55.26 | +0.91     |       |
| 4                 | 13  | I    | NED Lotte van Beek           | 1:55.27 | +0.92     |       |
| 5                 | 7   | O    | USA Brittany Bowe            | 1:55.54 | +1.19     |       |
| 6                 | 2   | O    | JPN Nao Kodaira              | 1:56.11 | +1.76     |       |
| 7                 | 10  | I    | NOR Ida Njåtun               | 1:56.46 | +2.11     |       |
| 8                 | 14  | I    | USA Heather Bergsma          | 1:56.74 | +2.39     |       |
| 9                 | 7   | I    | POL Natalia Czerwonka        | 1:57.85 | +3.50     |       |
| 10                | 4   | O    | ITA Francesca Lollobrigida   | 1:57.94 | +3.59     |       |
| 11                | 8   | I    | CZE Nikola Zdráhalová        | 1:58.03 | +3.68     |       |
| 12                | 6   | I    | GER Gabriele Hirschbichler   | 1:58.24 | +3.89     |       |
| 13                | 12  | O    | POL Katarzyna Bachleda-Curuś | 1:58.53 | +4.16     |       |
| 14                | 5   | O    | KOR Noh Seon-yeong           | 1:58.75 | +4.40     |       |
| 15                | 11  | I    | CAN Brianne Tutt             | 1:58.77 | +4.42     |       |
| 16                | 13  | O    | JPN Ayaka Kikuchi            | 1:58.92 | +4.57     |       |
| 17                | 8   | O    | POL Luiza Złotkowska         | 1:58.99 | +4.64     |       |
| 18                | 5   | I    | KAZ Yekaterina Aydova        | 1:59.05 | +4.70     |       |
| 19                | 9   | O    | CAN Kali Christ              | 1:59.42 | +5.07     |       |
| 20                | 10  | O    | CHN Hao Jiachen              | 1:59.58 | +5.23     |       |
| 21                | 1   | I    | CAN Josie Morrison           | 1:59.77 | +5.42     |       |
| 22                | 4   | I    | USA Mia Manganello           | 1:59.93 | +5.58     |       |
| 23                | 3   | I    | CHN Tian Ruining             | 2:00.29 | +5.94     |       |
| 24                | 9   | I    | GER Roxanne Dufter           | 2:00.33 | +5.98     |       |
| 25                | 2   | I    | ITA Francesca Bettrone       | 2:00.43 | +6.08     |       |
| 26                | 6   | O    | TPE Huang Yu-ting            | 2:18.84 | +24.49    |       |
| 27                | 3   | O    | BLR Maryna Zuyeva            | DQ      | +99.99 !  |       |

Legenda
| Recorde mundial      | Recorde mundial (World record)               |                       | Recorde africano                      | Recorde africano (African) |                                           | Q | Classificado por posição (Qualified) |
| Recorde olímpico     | Recorde olímpico (Olympic record)            | Recorde da América    | Recorde da América (Americas)         | q                          | Classificado por melhor tempo (Qualified) |   |                                      |
| Melhor marca do ano  | Melhor marca do ano (World leading)          | Recorde asiático      | Recorde asiático (Asian)              | DNS                        | Não largou (Did not start)                |   |                                      |
| Recorde nacional     | Recorde nacional (National record)           | Recorde europeu       | Recorde europeu (European)            | DNF                        | Não terminou (Did not finish)             |   |                                      |
| Recorde pessoal      | Recorde pessoal do atleta (Personal best)    | Recorde da Oceania    | Recorde da Oceania (Oceania)          | DSQ / DQ                   | Desclassificado (Disqualified)            |   |                                      |
| Recorde da temporada | Recorde da temporada do atleta (Season best) | Recorde sul-americano | Recorde sul-americano (South America) | NM                         | Sem marca (No mark)                       |   |                                      |